# لیبرتاد (فیلم)
لیبرتاد (اسپانیایی: Libertad‎) یک فیلم درام اسپانیایی به نویسندگی و کارگردانی کلارا روگت است که در سال ۲۰۲۱ منتشر شد.
روایتی از دوران بلوغ دو دختر که تضاد طبقاتی را از دیدگاه طبقه ممتاز به تصویر می‌کشد، این فیلم داستان دوستی بین نورا (دختری ثروتمند از طبقهٔ ممتاز) و لیبرتاد (دختر روسانا، خدمتکار خانگی کلمبیایی) را دنبال می‌کند؛ در حالی که نورا تعطیلات را در خانه تابستانی مادربزرگش آنخلا در کوستا برابا می‌گذراند.

## گزیدهٔ بازیگران
- ماریا موررا در نقش نورا[۶]
- نیکول گارسیا در نقش لیبرتاد[۶]
- نورا ناباس در نقش تِرِسا[۷]
- ویکی پنیا در نقش آنخلا[۵]
- داوید سلباس[۴]